# Extensión (anatomía)
En anatomía, extensión es un movimiento de separación entre huesos o partes del cuerpo, en dirección posteroanterior. Es lo opuesto a la flexión. Por ejemplo, el alejamiento del antebrazo y brazo, alineándolos. 
Los músculos que causan extensiones son músculos extensores. En el ejemplo anterior, el tríceps braquial.

## Músculos extensores
- Músculo extensor

- Músculo extensor largo de los dedos
- Músculo extensor corto del pulgar
- Músculo extensor largo del dedo gordo
- Músculo extensor del índice
- Músculo extensor radial corto del carpo
- Músculo extensor radial largo del carpo
- Músculo extensor ulnar del carpo
- Triceps brachii o triceps extensor cubiti